# 서울 흥천사 극락보전 도량신도
흥천사 극락보전 도량신도(興天寺 極樂寶殿 道場神圖)는 대한민국 서울특별시 성북구 흥천사 극락보전에 있는 조선 시대의 불화이다.
2017년 6월 8일 서울특별시의 유형문화재 제406호로 지정되었다.

## 지정 사유
도량신을 단독탱화로 조성·봉안한 매우 드문 예로, 흥천사의 도량신도는 단독탱화로 조성된 도량신도의 대표적 작품으로 19세기 말 도량신 신앙의 도상을 이해하는데 중요한 작품이며, 서울·경기지역의 서양화법을 수용하여 독자적인 화풍을 형성했던 대(태)허당 체훈의 특징을 잘 보여준다. 1885년 조성된 극락보전 신중도와 증명비구, 화승, 시주 등이 일치하는 것으로 보아 1885년 조성된 것으로 추정된다. 이에 문화재의 가치가 인정되어 서울시 유형문화재로 지정한다.

## 조사보고서
도량신(道場神)은 《화엄경》(華嚴經) 약찬게(略纂偈)에 등장하는 화엄신중의 하나로 도량의 더러움을 없앤다고 하는 신중이다. 《화엄경》 세주묘엄품(世主妙嚴品) 에서는 부처세계의 티끌 수와 같은 수의 도량신, 즉 정장엄당도량신(淨莊嚴幢道場神), 수미보광도량신(須彌寶光道場神), 뇌음당상도량신(雷音幢相道場神), 우화묘안도량신(雨華妙眼道場神), 화영광계도량신(華纓光界道場神), 우보장엄도량신(雨寶莊嚴道場神), 용맹향안도량신(勇猛香眼道場神), 금강채운도량신(金剛彩雲道場神), 연화광명도량신(蓮華光明道場神), 묘광조요도량신(妙光照曜道場神) 등 열 명의 도량신이 등장하는데, 이들은 모두 과거에 한량없는 부처님을 만나서 원력(願力)을 성취하여 공양을 널리 일으켰다고 《화엄경》은 설명하고 있다.
그림 속 도량신은 상단의 삼곡병(三曲屛)처럼 각이 진 흰색을 배경으로 하여 정면을 향해 앉아있다. 도량신의 뒤편 좌우에는 산개(傘蓋)와 당번(幢幡)을 든 동자가 배치되었으며, 정면 좌우에는 두 명의 신장이 칼과 원형 지물을 들고 중앙을 향해 서있다. 도량신은 붉은 단령(團領)에 가슴과 허리에는 각각 각대(角帶)를 차고 정면을 향해 앉아있는데, 세필로 얼굴의 입체감과 수염을 사실적으로 묘사한 점이라든지 눈과 눈썹을 과장되게 치켜세운 모습, 가슴 아래까지 길게 늘어진 더부룩한 수염, 단령 좌우 어깨에 문양이 새겨진 모습, 정면을 응시하면서 앉아있는 모습은 석지(石芝) 채용신(蔡龍臣, 1850~1941)이 그린 관성제군도(關聖帝君圖)를 연상케 한다. 의복 표면에는 주름을 표현한 먹선을 따라 바림질로 채색하고 입체감을 표현하였다. 그림에 촛농과 얼룩으로 인한 손상이 보이며, 특히 화기의 아랫부분은 검게 변색되었지만, 전체적으로 보존상태는 양호한 편이다. 그림에 기록된 화기는 다음과 같다.
緣化秩」證明 幻翁□□」金魚 大虛」鶴虛」化主 應明」化主 靈□」願以此功□」普及□□□」我等與□」當生極□□」同見無□□」皆供成□□」

오른편의 신장은 앙발(仰髮)의 귀졸(鬼卒)의 모습으로 이마에 검은 띠를 둘렀고, 오른손은 허리춤에 대고 왼손은 어깨 높이로 들어 둥근 지물을 들고 맨발로 서있다. 향좌측의 신장 역시 앙발의 귀졸모습으로 머리에는 청색의 두건을 쓰고 두 다리를 약간 벌린 채 오른손에 긴 칼을 들고 당당하게 서있다. 도량신의 섬세하면서도 사실적인 안면묘사는 좌우 신장의 얼굴에도 그대로 나타나고 있다.
이 불화는 대허(大虛)와 학허(鶴虛) 등 두 명의 화승이 조성하였다. 수화승인 대허는 19세기 중·후반에 경상도와 서울 경기 일대에서 활동했던 대허당(大虛堂, 또는 태허당太虛堂) 체훈(體訓, 体訓, 軆訓으로도 표기)으로, 특별한 사승관계 없이 당대 이름난 여러 화승들과 여러 화승들과 교유하며 다양한 기법을 습득하였으며, 1870년대 이후에는 경기도 일대에서 주로 활동하였다. 1885년에는 축인(竺演)과 함께 흥천사 극락보전의 극락구품도(極樂九品圖)를 제작하기도 했다.
도량신은 보통 104위신중도나 39위신중도에 딸려서 등장하는 것이 일반적이며 단독탱화로 조성 봉안되는 경우는 드문데, 흥천사 도량신도는 단독탱화로 조성된 도량신도의 대표적 작품으로 19세기 말 도량신 신앙의 도상을 이해하는데 있어서 중요한 작품이다. 양식적으로는 전통회화의 초상화 기법을 사용한 얼굴묘사가 돋보이며, 서울 경기지역의 서양화법을 수용하여 독자적인 화풍을 형성했던 대허당 체훈의 양식적 특징을 잘 보여준다. 비록 정확한 조성연대는 알 수 없지만 1885년에 조성된 흥천사 극락보전 신중도와 증명 비구(證明比丘) 및 화승(畵僧), 화주(化主) 등이 일치하는 것으로 보아 1885년에 조성된 것으로 추정된다.

## 참고 자료
- 흥천사 극락보전 도량신도 - 국가유산청 국가유산포털